# El programa de Ana
El programa de Ana fue un programa de televisión emitido en la década de los 90 sucesivamente por Telemadrid y Telecinco.

## Historia
El programa se estrenó en la cadena autonómica Telemadrid que emite en la Comunidad de Madrid. Fue el pionero en España en importar un formato ya conocido especialmente en los países anglosajones, el denominado talk show o programa de testimonios.
La iniciativa, producida por Globomedia fue un auténtico éxito, alcanzando cuotas de pantalla de hasta el 27% con una media del 24% en su última temporada. Esta circunstancia despertó el interés de Telecinco, cadena que emite un todo el territorio español y que en 1996 se hizo con los derechos de emisión. En la nueva cadena, el espacio fue rebautizado simplemente como Ana, comenzó a emitirse el 8 de julio de 1996 y revalidó el éxito alcanzado a nivel regional. Así, en enero de 1997, alcanzaba ya un share del 36%.
El programa se mantuvo hasta 1999. Abrió la puerta a un formato novedoso en España cuyo se éxito se prolongaría en el país hasta bien entrada la década de 2000, con títulos como Hablando con Gemma, con Gemma Nierga, que sustituyó a Ana en Telemadrid; Las tardes de Alicia, con Alicia Senovilla, que sustituyó a Ana en Telecinco, Digan lo que digan en La 1 con Jaime Bores o El diario de Patricia, en Antena 3, con Patricia Gaztañaga.

## Formato
En emisión diaria en horario vespertino de lunes a viernes, el programa (que contaba con público en plató) tenía cada día una temática distinta y recibía el testimonio de cinco o seis invitados anónimos que contaban sus experiencias ante la cámara. Desde cuestiones divertidas hasta temas escabrosos o dramáticos. Algunos ejemplos fueron  Mi mejor amiga me robó el marido o Un hipocondriaco en casa.